# Hugo Keuerleber
Hugo Keuerleber (* 27. Februar 1883 in Stuttgart; † 21. September 1949 ebenda) war ein deutscher Architekt und Hochschullehrer.

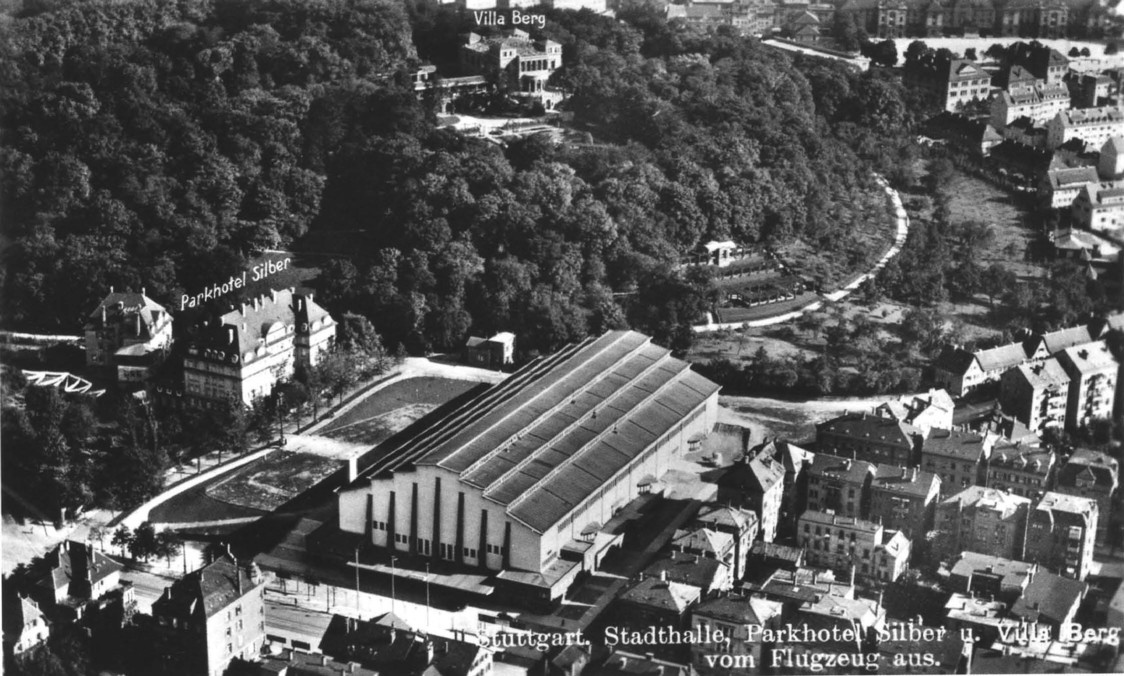
Stuttgarter Stadthalle, 1925–1926 von Hugo Keuerleber erbaut, zerstört 1943

## Leben
Keuerlebers Eltern waren der Tapeziermeister Johannes Wilhelm Keuerleber (1847–1911) und Luise Caroline Pauline, geb. Taschner (1850–1926). Zu seinen Geschwistern zählten Theodor Carl und Emilie Elise.
Hugo Keuerleber studierte von 1902 bis 1908 Architektur an der Technischen Hochschule Stuttgart und wurde Mitglied des dortigen Corps Rhenania. 1909 bestand er die Diplom-Hauptprüfung. Bis 1911 arbeitete er als freier Architekt und wurde dann Mitarbeiter bei Habich in Stuttgart. Ab 1912 leitete er das Baubüro der Ausstellung für Gesundheitspflege und musste von 1914 bis 1918 im Ersten Weltkrieg Kriegsdienst leisten.
Ab 1919 war er Bauamtmann im Stadterweiterungsamt der Stadt Stuttgart und ab 1922 Vorstand der Staatlichen Beratungsstelle für das Baugewerbe in Württemberg. In den Jahren von 1926 bis 1949 war er Professor an der Technischen Hochschule Stuttgart und hatte den Lehrstuhl für Baustoffkunde, technischen Ausbau und Entwerfen inne.
Im Dezember 1923 heiratete er Frida Drogmöller. Das Paar hat die Kinder Hugo (1920–1941), Dorothee Luise (* 1924), Gloria Ursula und Eva.
Keuerleber starb 1949 in seiner Heimatstadt Stuttgart und fand seine letzte Ruhestätte auf dem dortigen Fangelsbachfriedhof.